# Kontoret for demokratiske institutioner og menneskerettigheder
Kontoret for demokratiske institutioner og menneskerettigheder (engelsk 'Office for Democratic Institutions and Human Rights [ODIHR], russisk (sprog) Бюро по демократическим институтам и правам человека [БДИПЧ]) er en del af Organisationen for sikkerhed og samarbejde i Europa (OSCE). Kontoret har til formål "at yde hjælp, støtte og ekspertise til myndigheder og civilsamfund i deltagerlandene (primært OSCE-s egne medlemsstater) for at fremme demokrati, retssamfund (eng. rule of law), menneskerettigheder og tolerance og ingen diskrimination. Kontoret, som har sæde i Warszawa, Polen, observerer valg, gransker lovgivning og råder regeringer til at udvikle demokratiske institutioner."
Der er omkring 150 ansatte under tyskeren Michael Georg Links ledelse.

## Historie
OSCE opstod som en samarbejdsorganisation til at bevare sikkerheden mellem det tidligere Sovjetunionen og europæiske lande efter den kolde krigs afslutning. Dette blev opfattet i første række som hård sikkerhed (militær). Den bløde side af sikkerhed — demokrati og menneskerettigheder — kom på bane efter et års levetid af OSCE, hvor man ved Paris-Charteret 1990 erkendte et behov for at have en institution til at arbejde fokuseret med det. Derfor blev Kontoret oprettet i 1991 under navnet Kontoret for frie valg (engelsk Office for Free Elections).

## Fokusområder
I dag beskæftiger Kontoret for demokratiske institutioner og menneskerettigheder sig med fokusområderne:
- demokratisering
- kønnenes ligestilling
- menneskerettigheder og grundlæggende friheder
- juridisk støtte
- retssamfund
- tolerance og ikke-diskrimination
- uddannelse
- romaer og sinti
- kampen mod terrorisme
- valg

## Valg
En væsentlig del af Kontorets aktiviteter — og oprindeligt eneste ansvarsområde — består i observation af valg i medlemslandene, især i de nye demokratier i Øst- og Centraleuropa og tidligere Sovjetunionen. Der er pr. starten af 2015 blevet foretaget ca. 300 missioner under deltagelse af over 70000 observatører. En tilsvarende institution, EU, har i perioden 2000-2014 observeret 120 valg, fortrinsvis i Afrika, med deltagelse af 9930 observatører.
Observationerne foretages ved, at det pågældende OSCE-medlemsland indbyder Kontoret til at observere et valg i landet. Med sæde i værtslandets hovedstad opretter Kontoret derefter en midlertidig mission, som følger valgets faser nøje for at konkludere, om de indfrir forventningerne til demokratiske valg, herunder at være frie, hemmelige, uhindrede og med høj gennemsigtighed. Det indebærer observation både på valgstederne på valgdagen, under optællingen af stemmer og tabuleringen af resultaterne fra valgstederne videre gennem systemet. Desuden overvåger observatørerne den forudgående valgkamp, opstilling og godkendelse af kandidater osv. En mission kan have så få som en halv snes mennesker og op til 1000 observatører (f.eks. ved præsidentvalget i Rusland i 2000). I en lang række valg i nye demokratier stiller Kontoret for demokratiske institutioner og menneskerettigheder ofte med det største antal observatører blandt de udenlandske organisationer, som observerer valgene i landene.
Missionens arbejde munder ud i en endelig rapport, som dels gør rede for resultaterne af observationen, herunder i hvilket omfang valget levede op til internationale standarder, samt anbefalinger til forbedringer ved kommende valg.
Kontoret for demokratiske institutioner og menneskerettigheder har vist sig vigtigt i opbygningen af demokrati i de nye demokratier øst for det gamle jerntæppe, herunder indrettelse af centrale valgkommissioner, skabelse af valgudvalg på lavere niveauer og højnelse af vælgernes forståelse for demokratiske processer. Arbejdet har også medvirket til en præcisering af internationale standarder for demokratiske valg. Dette har også medført, at der observeres valg også i gamle demokratier.
Når Kontoret for demokratiske institutioner og menneskerettigheder foretager valgobservation, er det nede i demokratiets "maskinrum"; det betragter de demokratiske processer for at se, om de lever op til først og fremmest landets egne love. Det vigtige er ikke, hvem der bliver valgt, men hvordan der bliver valgt.

### Observationer i 2014
- Uzbekistan (21. dec.)
- Moldavien (30. nov.)
- Ukraine (26. okt.)
- Tyrkiet (10. aug.)
- Bosnien-Hercegovina (12. okt.)
- Bulgarien (5. okt.)
- Letland (4. okt.)
- Afghanistan (5. apr. og 4. juni)
- Ukraine (25. maj)
- Belgien (25. maj)
- Litauen (11. maj)
- Republikken Makedonien (13. og 27. apr.)
- Ungarn (6. apr.)
- Serbien (16. mar.)

## Direktører
- Michael Georg Link (Tyskland): 2014-
- Janez Lenarčič (Slovenien): 2008-2014
- Christian Strohal (Østrig): 2003-2008
- Gérard Stoudmann (Schweiz): 1997-2003
- Audrey Glover (Det forenede kongedømme): 1994-1997
- Luchino Cortese (Italien): 1991-1997